# عرف (بعدان)

تعديل مصدري - تعديل

عرف هي إحدى قرى عزلة دلال بمديرية بعدان التابعة لمحافظة إب، بلغ تعداد سكانها 463 نسمة حسب تعداد اليمن لعام 2004.